# Милтон Бенет
Милтон Џејмс Бенет (енгл. Milton Bennett), који се често цитира као Милтон Бенет, је амерички социолог. Познат је као творац развојног модела интеркултуралне осетљивости. Био је редовни професор на Државном универзитету Портланд, а сада је ванредни професор интеркултуралних студија на Одељењу за социологију Универзитета у Милану Бикока. Добитник је награда од Друштва за интеркултурално образовање, обуку и истраживање и НАФСА: Удружења међународних едукатора.

## Књиге
- Basic Concepts of Intercultural Communication: Paradigms, Principles, and Practices, Intercultural Press, 2013.
- The Handbook of Intercultural Training (ed.), SAGE Publishing, 2004.
- American Cultural Patterns: A Cross-Cultural Perspective, co-author with Edward Stewart, Intercultural Press, 1991.